# 향남역
향남역(鄕南驛)은 경기도 화성시 향남읍 평리에 위치한 서해선의 철도역이다.추후 수도권 전철 서해선, 신안산선 시종착 역이 될 예정이다.

## 연혁
- 2024년 9월 3일 : 역명 제정[2]
- 2024년 11월 2일: 개통[3]

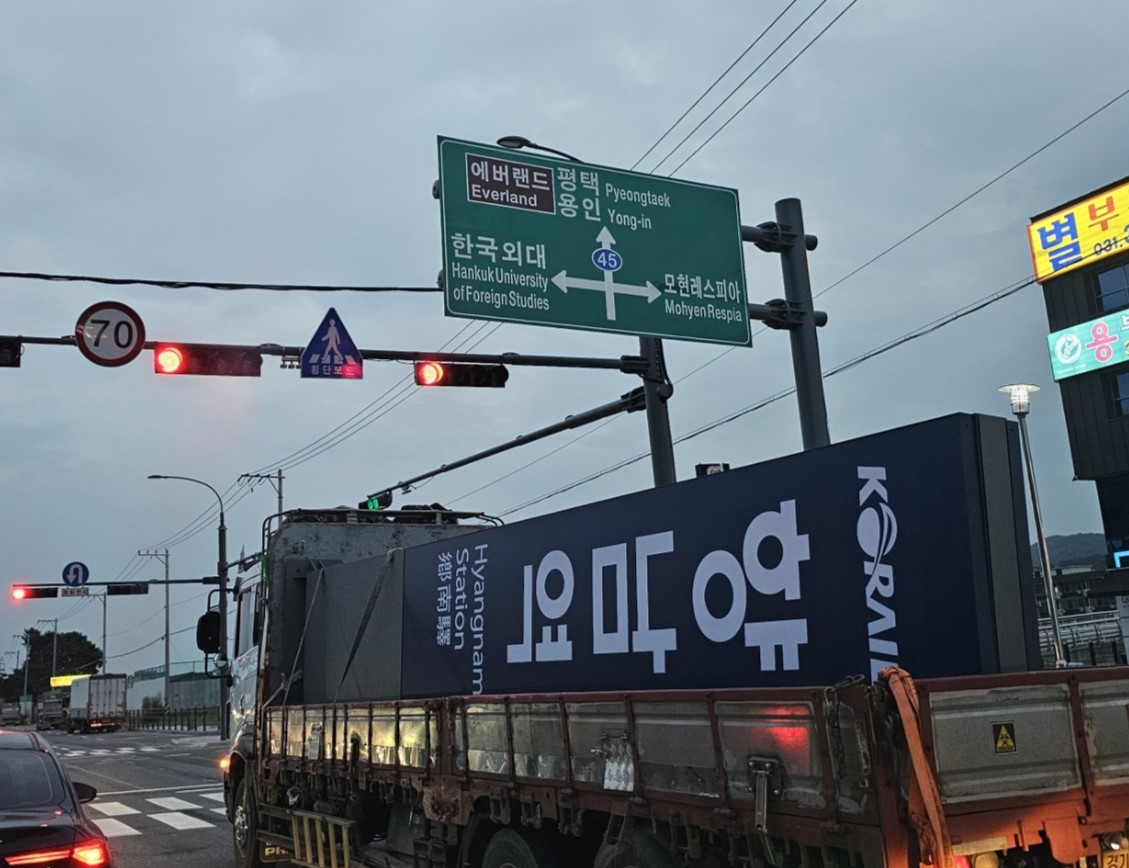
용인에서 화물 트럭을 통해 화성으로 이동하는 향남역 간판

- 2026년 3월 : KTX-이음 운행 개시 (예정)

## 승강장
스크린도어가 설치 되어 있다.
| ↑ 화성시청 |
| \| ２      |
| 안중 ↓     |

| 1 | 서해선 · ITX-마음 KTX-이음(예정) | 서화성 방면 |
| 2 | 서해선 · ITX-마음 KTX-이음(예정) | 홍성 방면   |

## 주변 시설
- 한울초등학교
- 향일고등학교
- 용현1호공원
- CU 화성향남5단지점
- 버거킹 화성향남DT점
- 화성중앙종합병원
- 롯데시네마 향남
- 행정초등학교
- 향남중학교
- 향남고등학교
- 화성종합경기타운 (프로축구 K리그2 화성 FC 홈구장)
- 화성실내체육관 (프로배구 V-리그 여자부 IBK기업은행 알토스 홈구장)

## 사진

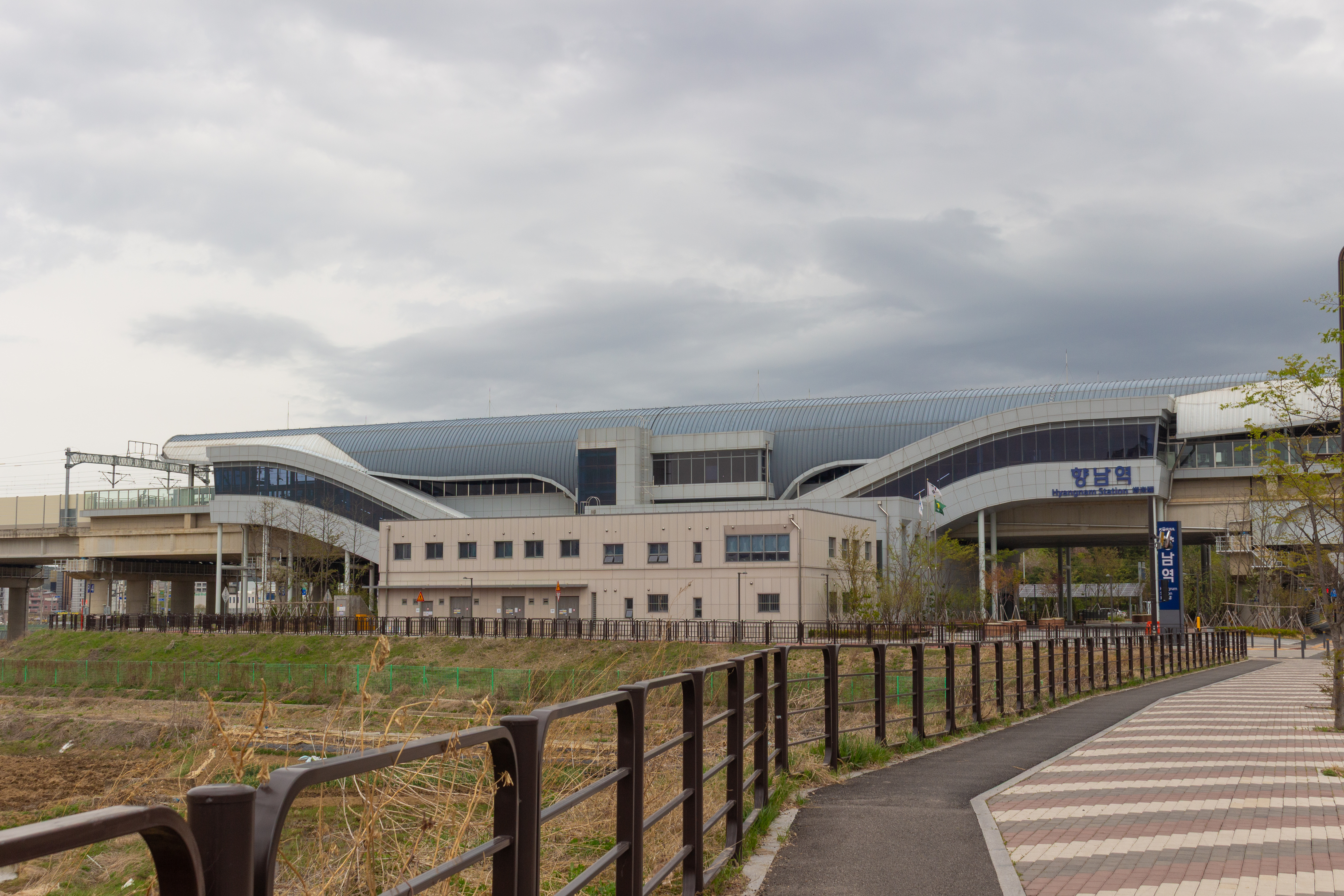
멀리서 바라본 향남역
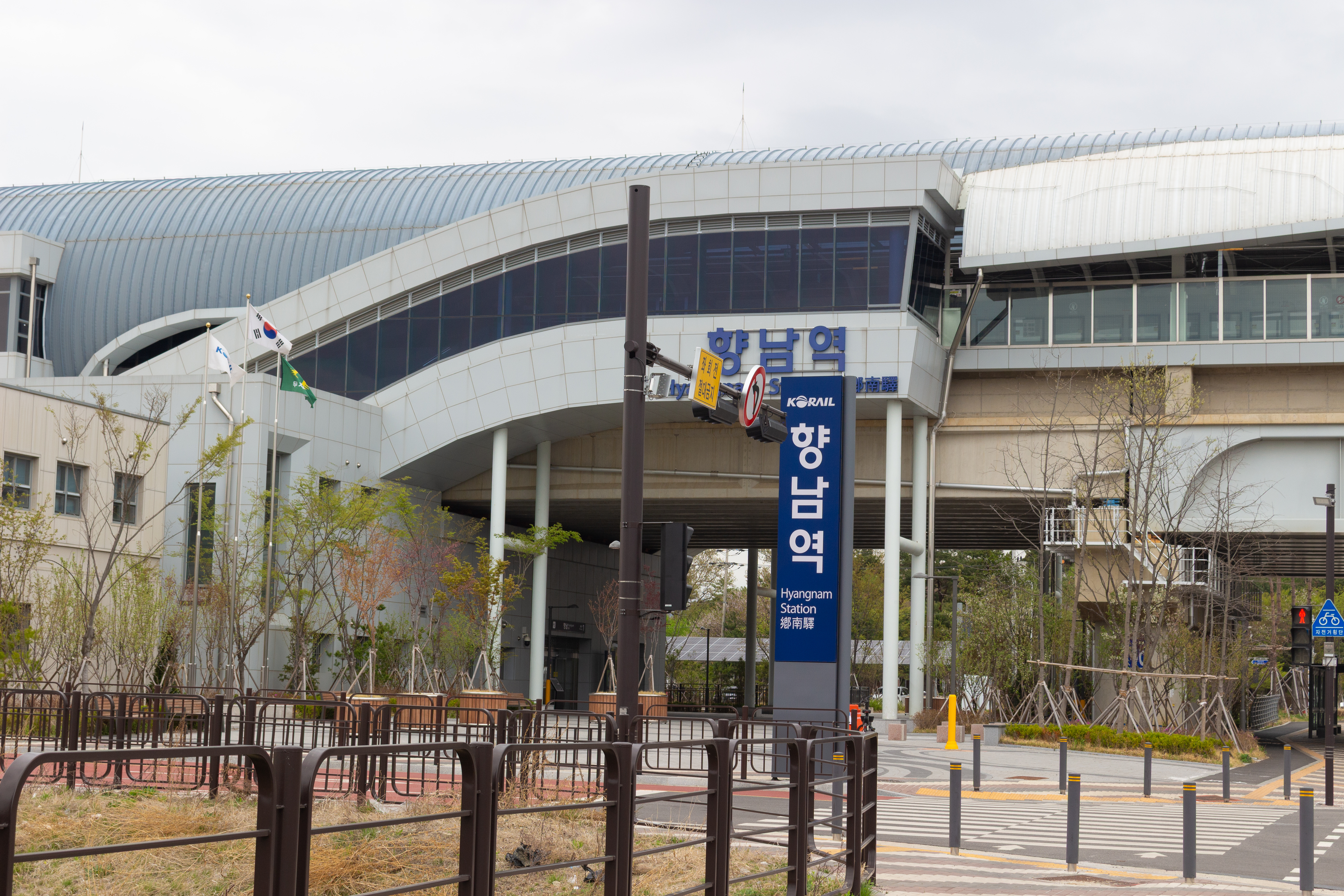
향남역
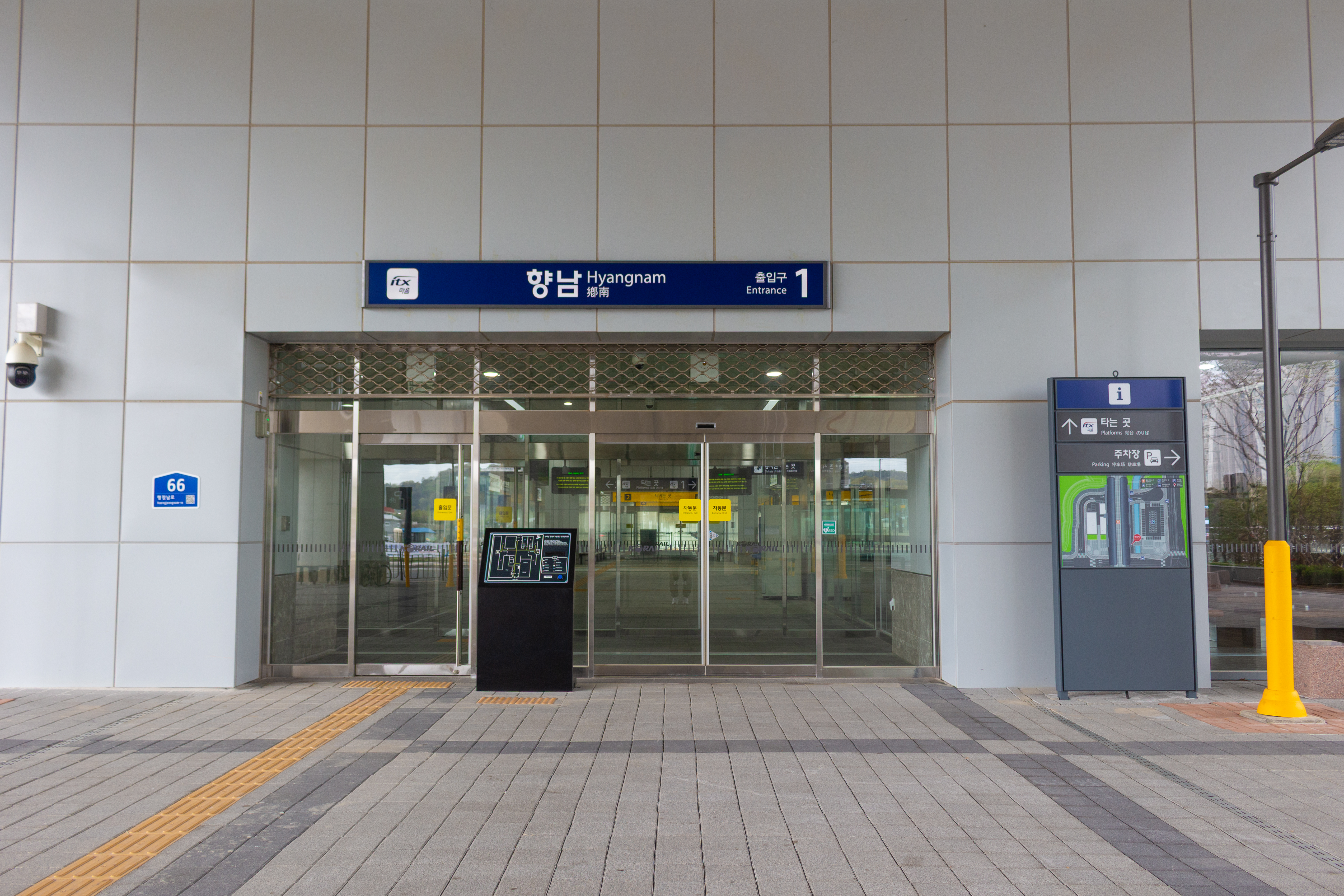
1번 출입구
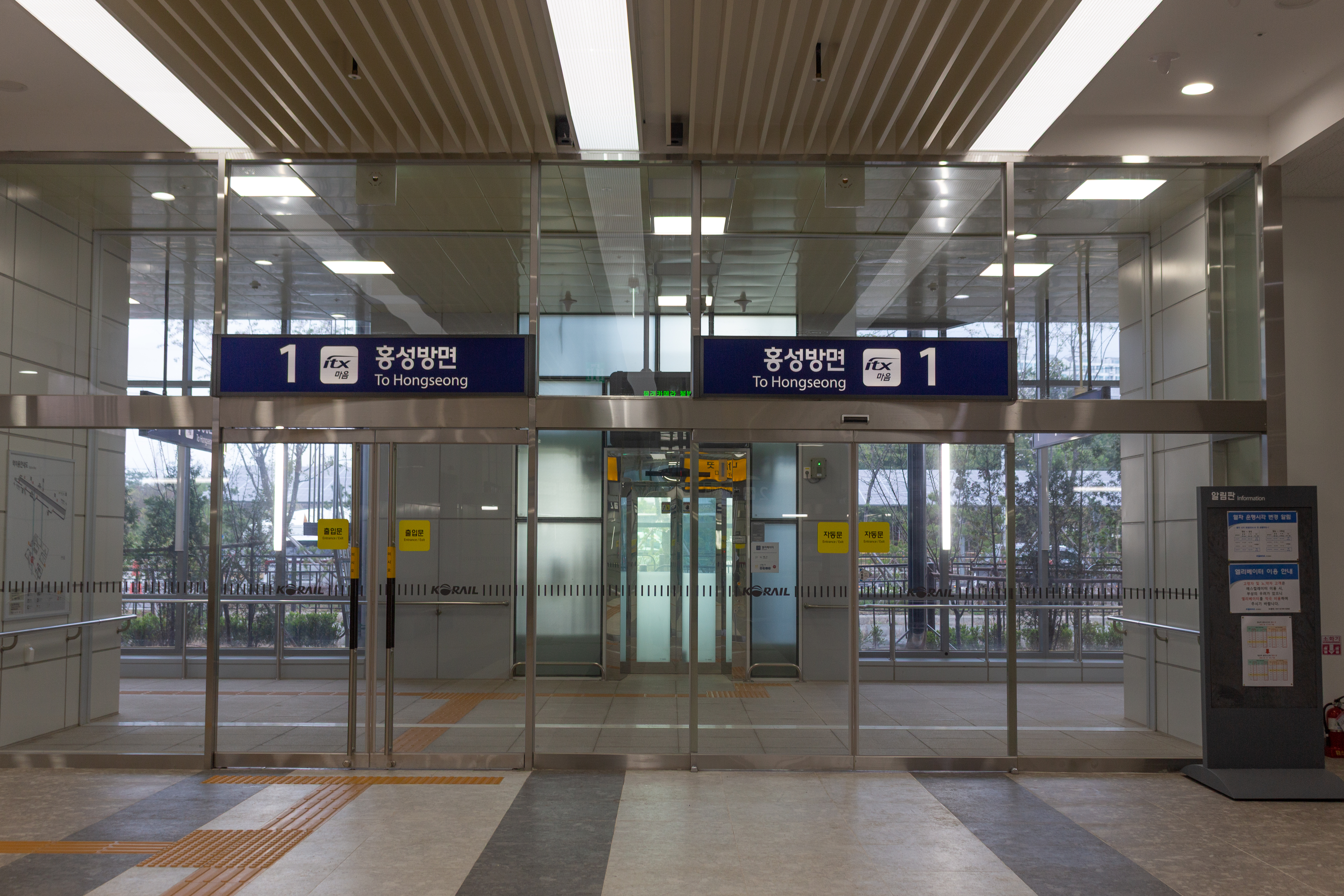
승강장 통로
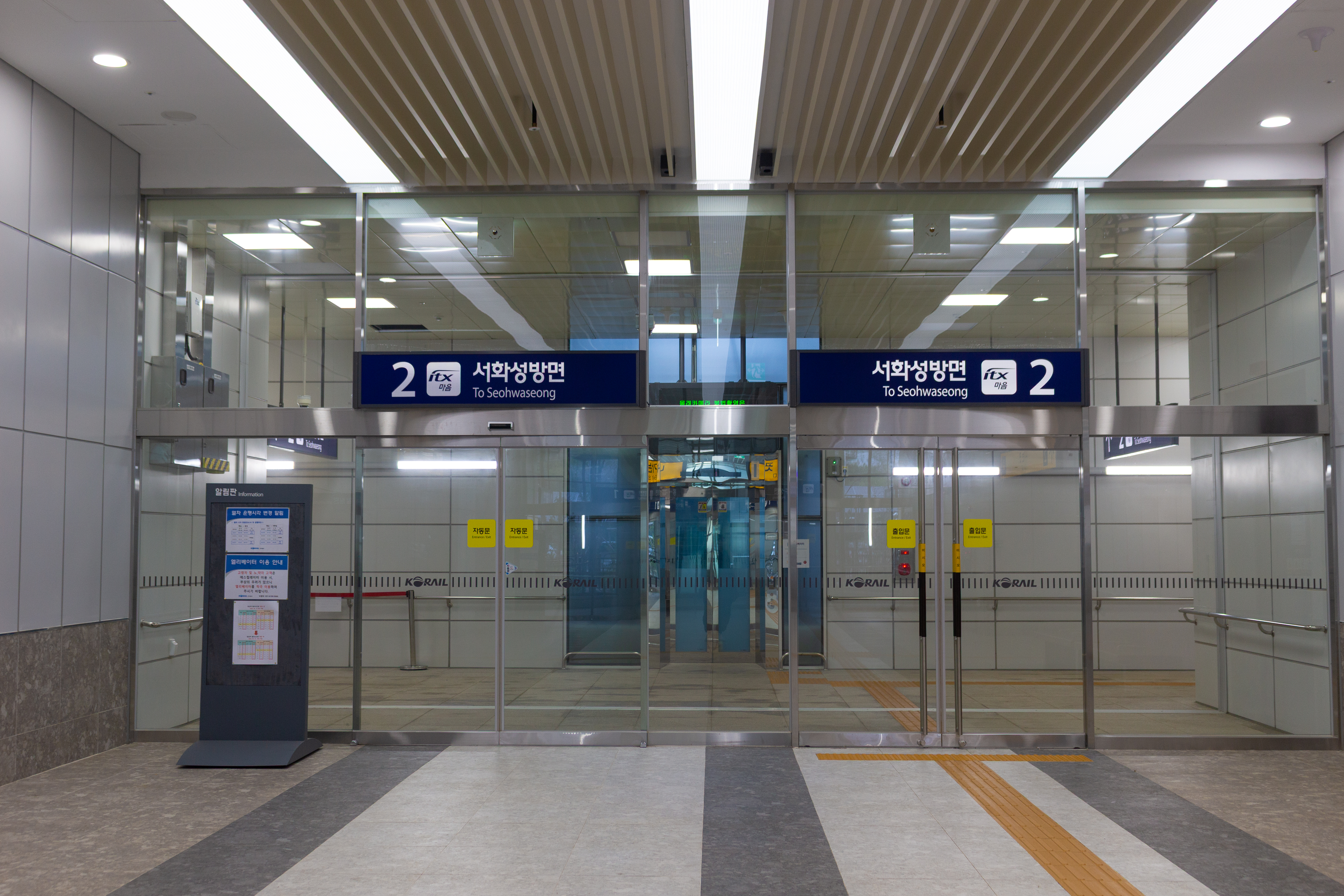
승강장 통로
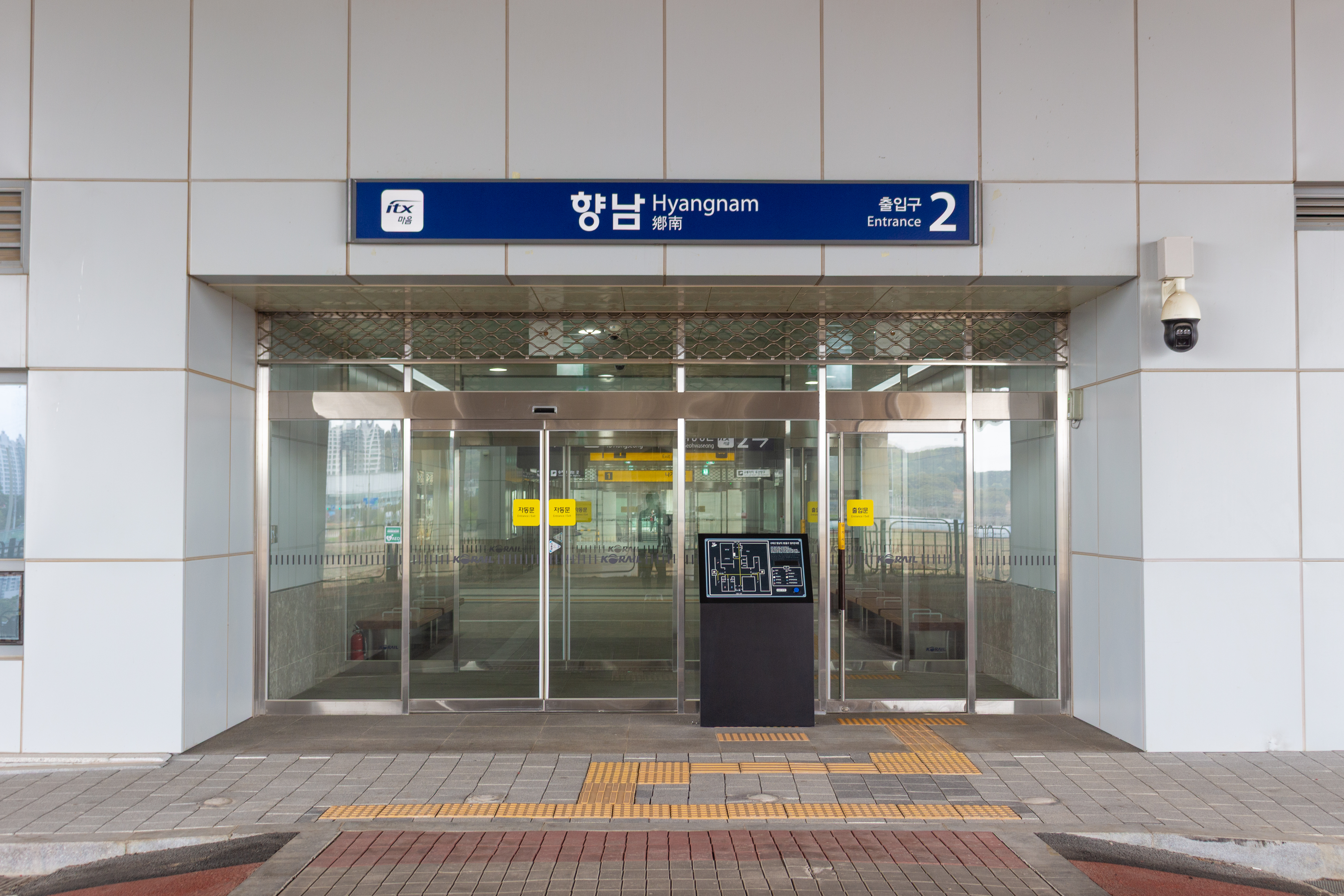
2번 출입구

## 인접한 역
| 서해선               | 서해선          | 서해선         |
| -------------------- | --------------- | -------------- |
| 화성시청 서화성 방면 | ITX-마음 서해선 | 안중 홍성 방면 |